# ویلتون، یورکشر شمالی
ویلتون (به انگلیسی: ویلتون) یک روستا و محله مدنی در بریتانیا است که در رایدل واقع شده‌است. ویلتون ۱۷۹ نفر جمعیت دارد.